# 144P/Кусиды
Комета Кусиды (144P/Kushida) — короткопериодическая комета из семейства Юпитера, которая была обнаружена 8 января 1994 года японским астрономом Ёсио Кусида с помощью 0,1-метрового телескопа обсерватории Яцугатаке. Она была описана как диффузный объект 13,5 m звёздной величины с  небольшой комой около 2 ' угловых минут в поперечнике и хорошо различимой концентрацией в центре. Комета обладает довольно коротким периодом обращения вокруг Солнца — чуть более 7,6 года.

Орбита кометы Кусиды и её положение в Солнечной системе

## История наблюдений
Первую параболическую орбиту, основанную на 25 позициях, полученных в период с 9 по 11 января 1994 года, рассчитал японский астроном Сюити Накано, который установил, что комета должна была пройти перигелий 5 декабря 1983 года на расстоянии 1,36 а. е. от Солнца, а низкий наклон орбиты к плоскости эклиптики заставил сделать предположение о короткопериодическом характере орбиты. Это предположение получило своё подтверждение 14 января, когда британский астроном Daniel W. E. Green основываясь на 29 позициях, полученных в период с 9 по 13 января, закончил расчёт эллиптической орбиты, согласно которой комета прошла перигелий 12 декабря 1993 года на расстоянии 1,37 а. е. и имела период обращения 7,2 года.
Несмотря на то, что на момент открытия комета уже прошла перигелий и удалялась от Земли, её яркость долгое время вплоть до начала марта оставалась в диапазоне от 11,0 до 12,0 m звёздных величин и лишь в конце месяца упала до 13,0 m. За кометой продолжали следить ещё на протяжении нескольких месяцев: в последний раз она наблюдалась американским астрономом Джеймсом Скотти в виде диффузного объекта с общей магнитудой 19,7 m, при яркости ядра 22,7 m.
Используя 325 позиций кометы, полученных за весь период наблюдений, Патрик Роше существенно уточнил ранее рассчитанную орбиту, оценив возможную ошибку в положении кометы в ±0,2324 суток. На основе его расчётов была предсказана дата следующего возвращения кометы в перигелий — 27 июня 2001 года и, за год до этой даты, — 25 июля 2000 года комета действительно была восстановлена в предсказанном месте, но уже через два дня вновь была потеряна. 
Условия для наблюдения кометы в её третье возвращение 26 января 2009 года ожидались столь же благоприятными как и в первое. Комета официально была восстановлена 18 июня 2007 года американскими астрономами Карен Мич и Яной Питтиховой с помощью 10-метрового телескопа Keck II в обсерватории Мауна-Кеа. В течение 54 минут были получены три изображения, основной целью которых было уточнение координат, с целью наблюдений кометы в космической телескоп «Спитцер», которые и были проведены  9 и 10 июля 2007 года. После чего наступил длительный перерыв в наблюдениях — в следующий раз комета вновь начала наблюдаться только с 9 сентября 2008 года, когда она достигла 20,4 m звёздной величины и стала доступной для менее крупных телескопов.

## Сближения с планетами
В XX веке комета испытала три тесных сближения с Юпитером и два с Землёй. В XXI веке ожидается ещё три сближения с Юпитером и одно с Землёй. 
- 0,91 а. е. от Юпитера 21 марта 1901 года;
- 0,42 а. е. от Земли 5 января 1957 года;
- 0,99 а. е. от Юпитера 14 февраля 1961 года;
- 0,50 а. е. от Земли 13 января 1994 года;
- 0,96 а. е. от Юпитера 9 сентября 1995 года;
- 0,92 а. е. от Юпитера 22 сентября 2019 года;
- 0,43 а. е. от Юпитера 8 октября 2044 года;
- 0,49 а. е. от Земли 20 декабря 2067 года;
- 0,55 а. е. от Юпитера 10 апреля 2080 года.